# クレオパトラの饗宴 (ヨルダーンス)
『クレオパトラの饗宴』（クレオパトラのきょうえん、露: Пир Клеопатры, 英: The Banquet of Cleopatra）は、バロック期のフランドルの画家ヤーコプ・ヨルダーンスが1653年にキャンバス上に油彩で制作した絵画である。画面上部に画家の署名と年記が記されている。描かれているのは、クレオパトラがはしけの上でマルクス・アントニウスをもてなしている姿である。作品は、サンクトペテルブルクのエルミタージュ美術館に所蔵されている。

## 作品
この絵画の主題は、古代ローマのガイウス・プリニウス・セクンドゥスの著書『博物誌』 (第9巻58章120-122節) から採られている。この書物は16-17世紀を通じ、美術の世界で非常に人気があった。本作に描かれているのは、エジプトの女王クレオパトラの逸話である。彼女は知性と美貌で有名であっただけでなく、贅沢で奔放な振舞でも有名であった。彼女は、恋人であるローマの兵士マルクス・アントニウスを自分の富裕さで驚かそうとして、酢の入ったカップに真珠を落として溶かし、それを飲み干したという。
場面に表されているのは、クレオパトラが大きな真珠のイヤリングをカップに落とす瞬間である。マルクス・アントニウスと仲間のアヘノバルブス、そして黒人の召使は驚嘆のあまり凍りつき、狼狽と称賛の入り混じった表情を浮かべている。クレオパトラをからかうように右手で指さし、グロテスクな冷笑を見せている道化師だけが、彼女の行為の愚かしさを強調している。
本作の主題は通常、画家が贅沢な宮廷生活の華やかな情景を描く口実として利用されており、大きな装飾品、とりわけタピスリーの図柄として格好の主題であった。しかし、ヨルダーンスが強調しているのは道徳である。本作は高慢や虚栄の罪を批判する寓意であり、こうした寓意はピーテル・ブリューゲルやヒエロニムス・ボスにまで遡るネーデルラント絵画に典型的なものである。